# 安食総子
安食 総子（あじき ふさこ、1974年5月2日 - ）は、引退した将棋の女流棋士。東京都武蔵野市出身。青野照市九段門下。女流棋士番号22（2011年3月31日までは43）。棋戦に参加するほかに、棋戦中継の聞き手としてテレビ等のメディアにも出演。女流棋士引退規定により「2022年4月1日付引退者（引退日未定）」に該当することが日本将棋連盟より公表される。2022年7月11日付で引退。

## 人物
- ニックネームは「あじあじ」「あじじ」「あじー」。
- 父は将棋好きでアマ四段の腕前。金属鉱業事業団（現在の石油天然ガス・金属鉱物資源機構）に勤めておりブラジル・リオデジャネイロへ赴任。1982年、大山康晴十五世名人がブラジル訪問した際には案内役を務めた。ブラジル赴任には当時小学1年生だった安食も同行。小学4年生まで同地で過ごす。「海外でいろいろ経験して、あまり動じなくなった」と語っている[3]。
- 得意戦法は四間飛車。目標にしている斎田晴子の影響を強く受けている。
- 日本将棋ネットワークで定期的に指導対局を行っており、かつては将棋倶楽部24・ハンゲームなどインターネット将棋サイトでも行ったことがある。
- 2009年度までNHK杯将棋トーナメントでは読み上げ係を務めた。
- 2008年1月、6年越しの交際を経て、将棋のアマチュア強豪選手、細川大市郎と結婚することを発表し、同年3月に挙式[4]。
- 趣味は動物園巡り。特にパンダが好き[5]。

## 昇段・昇級履歴
- 1992年04月00日 -  女流育成会入会
- 1998年04月01日 - 女流2級（女流育成会A級1位）[6]
- 2002年04月01日 - 女流1級（女流名人位戦B級リーグ入り）[7][8]
- 2003年04月01日 - 女流初段（年間13局指し分け以上〈7勝以上〉／2002年度 10勝9敗）[9]
- 2022年07月11日 - 引退（女流棋士引退規定、女流通算78勝161敗）[2][10][11]
- 2023年04月01日 - 女流二段（引退女流棋士昇段規定）[12]。

## テレビ
- 将棋講座（NHK教育テレビジョン、2010年4月 - 2010年9月）「阿久津主税の中盤感覚をみがこう」聞き手
- 将棋フォーカス（NHK Eテレ、2020年10月 - 2021年3月）番組内将棋講座「稲葉陽の急戦でノックアウト」聞き手